# بادي لي
بادي لي (بالإنجليزية: Buddy Lee)‏ هو مصارع هاوي أمريكي، ولد في 10 مايو 1958 في برمنغهام في الولايات المتحدة.

## وصلات خارجية
- بادي لي على موقع قاعدة بيانات المصارعة الدولية (الإنجليزية)
- بادي لي على موقع أوليمبيديا (الإنجليزية)